# Margaret Wild
Margaret Wild (* 1948 in Eshowe, Südafrika) ist eine australische Schriftstellerin.
Wild wuchs in Johannesburg auf. Während und nach der Schule schrieb sie für lokale Zeitungen und Magazine. 1972 zog sie nach Sydney und arbeitete als Journalistin und Lektorin in einem Kinderbuchverlag. Sie hat schon über 40 Kinder- und Jugendbücher verfasst und ist eine der bekanntesten australischen Autorinnen.

## Werke
- 1984 Something Absolutely Enormous
- 1984 There's a Sea in My Bedroom
- 1986 Kathy's Umbrella
- 1988 Mr. Nick's Knitting
- 1988 The Diary of Megan Moon (Soon to be Rich and Famous)
- 1990 The Very Best of Friends
  - Children’s Book Council of Australia’s Picture Book of the Year Award  1990
- 1990 Remember Me
- 1991 Thank you, Santa
- 1991 Let the Celebrations Begin!
- 1992 The Queen’s holiday
- 1991 A Bit of Company
- 1992 All the Better to See You With!
- 1992 Beast
- 1992 My Dearest Dinosaur
- 1992 The Slumber Party
- 1992 Space Travellers
- 1993 Going Home
- 1993 Our Granny
- 1993 Toby
- 1993 But Granny did!
- 1995 Old Pig (1997 Das Licht in den Blättern, deutsche Ausgabe)
- 1996 The Midnight Gang
- 1997 Big Cat Dreaming
- 1998 Rosie and Tortoise (2000: Rosie und Zwiebelchen, deutsche Ausgabe)
- 1998 Miss Lily's Fabulous Pink Feather Boa
- 1998 Bim Bam Boom!
- 1999 First Day
- 1999 Tom Goes to Kindergarten (2001: Paul kommt in den Kindergarten, deutsche Ausgabe)
- 1999 Jenny Angel
  - CBC Book of the Year – Picture Book Winner 2000
- 1999 The Midnight Feas
- 2000 The Pocket Dogs
- 2000 Nighty Night!
- 2000 Fox (2003: Fuchs, deutsche Ausgabe)
  - Deutscher Jugendliteraturpreis 2004 in der Sparte Bilderbuch
- 2001 Jinx (2003: Jinx, deutsche Ausgabe)
  - nominiert für den Children’s Book Council of Australia’s Picture Book of the Year Award 2002
  - nominiert für den New South Wales Premier’s Literary Awards 2002
  - LUCHS 201, November 2003
- 2001 The House of Narcissus
- 2001 Midnight Babies
- 2002 Mr Moo
- 2003 One Night (2006: Eine Nacht, deutsche Ausgabe)
  - LesePeter Juni 2006
  - Katholischer Kinder- und Jugendbuchpreis 2007
- 2003 Kiss, Kiss!
- 2003 Little Humpty
- 2003 Baby Boomsticks
  - Bilby Award Early Readers Award 2006
- 2004 Piglet and Mama
- 2004 Farmer Fred's Cow
- 2005 The Little Crooked House
- 2005 The Bilbies of Bliss
- 2005 Seven More Sleeps
- 2006 Chatterbox
- 2006 Hop, Little Hare!
- 2006 Woolvs in the Sitee
  - Aurealis Award – Children’s Book 2006
- 2007 Bobbie Dazzler
- 2007 Ruby Roars
- 2007 Piglet and Papa
- 2008 Puffling
- 2008 The Pocket dogs go on holiday
- 2008 Big Red Hen and the Little Lost Egg
- 2008 Baby Bird's Blankie
- 2009 Hush, Hush!
- 2009 Itsy-Bitsy Babies
- 2009 Harry & Hopper (2011 Ben & Bommel, deutsche Ausgabe)
- 2009 Piglet and Granny
- 2009 Grandpa Baby
- 2010 No More Kisses!
- 2010 Leo the Littlest Seahorse
- 2010 The Miracle of the Little Wooden Duck
- 2011 The Dream of the Thylacine (2012: Der Traum des Tasmanischen Tigers, deutsche Ausgabe)
- 2011 Vampyre
- 2012 Tanglewood
- 2013 On the Day You Were Born
- 2013 The Vanishing Moment
- 2013 The Treasure Box
- 2013 Davy and the Duckling
- 2013 This Little Piggy Went Dancing
- 2013 Let's Go to Sleep
- 2014 This Little Piggy Went Singing
- 2014 Lilli Gans fliegt los
- 2014 The Bush Book Club
- 2015 Bogtrotter (2015 Der Sumpfstapfer, deutsche Ausgabe)
- 2015 The Stone Lion
- 2017 The Sloth Who Came to Stay
- 2018 Chalk Boy

| Personendaten    | Personendaten                 |
| ---------------- | ----------------------------- |
| NAME             | Wild, Margaret                |
| KURZBESCHREIBUNG | australische Schriftstellerin |
| GEBURTSDATUM     | 1948                          |
| GEBURTSORT       | Eshowe, Südafrika             |